# Тересін (Кутновський повіт)
Тересін (пол. Teresin) — село в Польщі, у гміні Кросневиці Кутновського повіту Лодзинського воєводства.
Населення — 331 особа (2011).
У 1975—1998 роках село належало до Плоцького воєводства.

## Демографія
Демографічна структура станом на 31 березня 2011 року:
|          | Загалом | Допрацездатний вік | Працездатний вік | Постпрацездатний вік |
| -------- | ------- | ------------------ | ---------------- | -------------------- |
| Чоловіки | 177     | 35                 | 131              | 11                   |
| Жінки    | 154     | 28                 | 85               | 41                   |
| Разом    | 331     | 63                 | 216              | 52                   |